# Salvia spinosa
Salvia spinosa là một loài thực vật có hoa trong họ Hoa môi. Loài này được L. miêu tả khoa học đầu tiên năm 1771.